# Humberto Zurita
Humberto Zurita (Torreón, Coahuila, 2 de setembro de 1954) é ator, produtor e diretor mexicano conhecido especialmente por seus trabalhos em telenovelas.

## Biografia
Humberto faz parte de uma família de dez irmãos, sendo o único ator. Seu irmão Gerardo Zurita é também um produtor de telenovelas.
Começou sua carreira na cidade de Torreón, estado de Coahuila. Nesse meio se tornou conhecido graças ao diretor Ernesto Alonso. Chegou a Cidade do México em 1976 e iniciou seus estudos profissionais de atuação no (CUT) Centro Universitario de Teatro sob a direção de Héctor Mendoza. Se destacou como ator de teatro em várias obras teatrais, desde clássicos como Rei Lear a modernos como Madame Butterfly.
Na televisão começou sua carreira na Televisa na década de 1970. Seu primeiro papel importante foi o de Alberto Limonta em El derecho de nacer.
Em 1985 protagonizou a novela De pura sangre, junto com Christian Bach.
Como produtor de telenovelas produziu Cañaveral de pasiones em 1996, que lançou na televisão os atores Juan Soler e Patricia Navidad.
Em 1997 incorporou sua empresa à TV Azteca. Para essa emissora produziu El candidato, a primeira telenovela interativa, com forte tema político. Ele também produziu Azul Tequila, protagonizada por Bárbara Mori, a única telenovela exportada para o Reino Unido, e La chacala, com sua esposa Christian. Desde 2003, trabalha para Argos, empresa associada com a rede Telemundo. Para o cinema mexicano produziu diversos filmes, como Bésame en la boca, com a famosa cantora Paulina Rubio.
Em 2008 protagonizou a novela Secretos del alma, junto com Yvonne Montero.

## Vida Pessoal
Foi casado com a falecida atriz de origem argentina Christian Bach e tem dois filhos: o ator Sebastián Zurita e Emiliano. Como homem de negócio ele tem, junto com sua esposa e seu irmão Gerardo, a companhia de produções ZUBA.

## Telenovelas

### Como ator
- 100 días para enamorarnos (2020) como Ramiro Rivera.[5]
- La querida del Centauro (2016/17) como Benedicto Suárez "El Centauro"
- El Capitán (2015) como Capitán Carlos Camacho.
- Vivir a destiempo (2013) como Rogelio Bermúdez
- Terra ribelle 2 Il Nuovo Mondo (2012) como Lupo.
- La reina del sur (2011) como Epifânio Vargas
- Secretos del alma (2008) como Andrés Lascuráin
- Marina (2006-2007) como Guillermo Alarcón
- Los Plateados (2005) como Emilio Gallardo Rivas
- Ladrón de Corazones (2003) como Antonio Vega
- Agua y aceite (2002) como Ernesto
- El candidato (1999) como Ignacio Santoscoy
- Alguna vez tendremos alas (1997) como Guillermo Lamas
- La antorcha encendida (1996) como Mariano Foncerrada
- El vuelo del águila (1994) como Gral. Porfirio Díaz
- Capricho (1993) as Daniel
- Al filo de la muerte (1991) as Francisco
- Encadenados (1988) como Germán
- María Belen (1987)
- De pura sangre (1986) como Alberto
- El maleficio (1983) como Jorge de Martino
- El derecho de nacer (1981) como Alberto Limonta
- Soledad (1980) como Fernando
- María Mercedes (1992) como Chicho
- Querer volar (1980) como Daniel
- Muchacha de barrio (1979) como Raul
- Una mujer (1978) como Javier
- La venganza
- Ana del Aire

### Como produtor
- Alma Quemadora (2010)
- Agua y aceite (2002)
- La calle de las novias (2000)
- El candidato (1999)
- Azul tequila (1998)
- Señora (1998)
- La chacala (1998)
- Cañaveral de pasiones (1996)
- Bajo un mismo rostro (1995)

### Como diretor
- Me olvidarás (2009)
- El candidato (1999)
- Azul tequila (1998)
- Señora (1998)

## Teatro

### Como ator
- Vámonos a la guerra (1979) sob a direção de Hector Mendoza
- El Quijote (1979) sob a direção de Hector Mendoza
- P.D. Tu gato ha muerto com Manuel Ojeda
- El rey Lear com Ignacio López Tarso
- Un tranvía llamado deseo (1982) com Jacqueline Andere e Diana Bracho
- Trampa de muerte (1984) com Manolo Fábregas
- M.Butterfly (1989) com Hector Bonilla
- El Protagonista (1991) com Nuria Bages
- El Protagonista (2001) com Olivia Collins e Carmelita Gonzales
- Videoteatros (1993)

### Como produtor/diretor
- El cepillo de dientes
- El beso de la mujer araña
- El Protagonista (2001)
- Severa Vigilancia (2003)

## Filmes

### Como ator
- Ángel Caído (2009) como Caín
- Bajo la sal (2008) como Comandante Trujillo
- Propiedad ajena (2007) como Coronel Crossman
- Morena (1994) como Carlos Narval
- Un instante para morir (1993) como García Rojas
- Imperio de los malditos (1993) como Güero
- Pelo suelto (1993)
- Persecución infernal (1992)
- Amor que mata (1992)
- Asalto (1991) como Andrés
- Muerte ciega (1991)
- Nacidos para morir (1991)
- Diana, René, y El Tíbiri (1988)
- De pura sangre (1988) con Chistian Bach
- Luna caliente (1986)
- De mujer a mujer (1986)
- El tres de copas (1986)
- Luna caliente (1985)
- Bajo la metralla (1983)
- Luna de sangre (1982)
- El día que murió Pedro Infante (1982)

### Como produtor
- Me olvidarás (2009)
- El amor de tu vida S.A. (1996)
- Bésame en la boca (1995)
- Perfume, efecto inmediato (1994)
- Educación sexual en breves lecciones (1994)

## Prêmios e Indicações

### Premios TVyNovelas (México)

#### Como ator
| Ano  | Categoria                  | Telenovela           | Resultado |
| ---- | -------------------------- | -------------------- | --------- |
| 1995 | Melhor ator protagonista   | El vuelo del águila  | Ganhador  |
| 1992 | Melhor ator protagonista   | Al filo de la muerte | Ganhador  |
| 1989 | Melhor ator protagonista   | Encadenados          | Ganador   |
| 1986 | Melhor ator protagonista   | De pura sangre       | Ganhador  |
| 1984 | Melhor vilão               | El maleficio         | Ganhador  |
| 1983 | Melhor revelação masculina | El derecho de nacer  | Nominado  |

#### Como produtor
| Ano  | Categoría         | Telenovela            | Resultado |
| ---- | ----------------- | --------------------- | --------- |
| 1997 | Melhor telenovela | Cañaveral de pasiones | Ganhador  |
| 1996 | Melhor produção   | Bajo un mismo rostro  | Ganhador  |

### Prêmios TVyNovelas Colombia

#### Como ator
| Ano  | Categoria                       | Telenovela       | Resultado |
| ---- | ------------------------------- | ---------------- | --------- |
| 2012 | Melhor ator antagónico de serie | La reina del sur | Nominado  |

### Prêmios ACE
| Ano  | Categoria                                    | Telenovela                | Resultado |
| ---- | -------------------------------------------- | ------------------------- | --------- |
| 1999 | Produtores mais destacados                   | Azul tequila              | Ganador   |
| 1998 | Melhor figura internacional masculina do ano | Alguna vez tendremos alas | Ganhador  |
| 1985 | Melhor co-atuação masculina                  | El maleficio              | Ganhador  |

### People en Español
| Ano  | Categoria              | Telenovela       | Resultado |
| ---- | ---------------------- | ---------------- | --------- |
| 2011 | Melhor ator secundario | La reina del sur | Nominado  |

### Prêmios La Maravilla
| Ano  | Categoria              | Telenovela   | Resultado |
| ---- | ---------------------- | ------------ | --------- |
| 1984 | Melhor ator de reparto | El maleficio | Ganhador  |

### PremiosRecordando los 80's
| Ano  | Categoria                               | Telenovela          | Resultado |
| ---- | --------------------------------------- | ------------------- | --------- |
| 1983 | Melhor ator revelação da década de 80's | El derecho de nacer | Ganhador  |